# Iberodorcadion
Sous-genre
Iberodorcadion est un sous-genre de longicornes appartenant au genre Dorcadion. Il compte les espèces suivantes :

## Liste d'espèces
Selon Catalogue of Life (26 août 2014) :
- Iberodorcadion abulense
- Iberodorcadion aguadoi
- Iberodorcadion albicans
- Iberodorcadion amorii
- Iberodorcadion aries
- Iberodorcadion atlantis
- Iberodorcadion becerrae
- Iberodorcadion bolivari
- Iberodorcadion brannani
- Iberodorcadion castilianum
- Iberodorcadion circumcinctum
- Iberodorcadion coelloi
- Iberodorcadion demandense
- Iberodorcadion ferdinandi
- Iberodorcadion fuentei
- Iberodorcadion fuliginator
- Iberodorcadion ghilianii
- Iberodorcadion graellsii
- Iberodorcadion grustani
- Iberodorcadion heydenii
- Iberodorcadion hispanicum
- Iberodorcadion isernii
- Iberodorcadion korbi
- Iberodorcadion loarrense
- Iberodorcadion lorquinii
- Iberodorcadion lusitanicum
- Iberodorcadion marinae
- Iberodorcadion marmottani
- Iberodorcadion martinezii
- Iberodorcadion mimomucidum
- Iberodorcadion molitor
- Iberodorcadion mosqueruelense
- Iberodorcadion mucidum
- Iberodorcadion mus
- Iberodorcadion neilense
- Iberodorcadion nigrosparsum
- Iberodorcadion nudipenne
- Iberodorcadion ortunoi
- Iberodorcadion perezi
- Iberodorcadion pseudomolitor
- Iberodorcadion segovianum
- Iberodorcadion seguntianum
- Iberodorcadion seoanei
- Iberodorcadion spinolae
- Iberodorcadion suturale
- Iberodorcadion terolense
- Iberodorcadion uhagonii
- Iberodorcadion vanhoegaerdeni
- Iberodorcadion zarcoi
- Iberodorcadion zenete